# Still I Rise
Still I Rise – album 2Paca i jego zespołu Outlawz (z wyjątkiem Husseina Fatal, którego zwrotki zostały wycięte w wyniku sporu z wytwórnią Death Row). Pojawiły się na nim wcześniej niepublikowane utwory. Zwrotki biorących udział przy tworzeniu materiału członków grupy w większości różnią się od oryginalnych, nagranych jeszcze za życia 2Paca. Album został wydany 14 grudnia 1999 przez Interscope Records, za zleceniem wytwórni płytowej Death Row.
Album zawiera singel „Baby Don’t Cry (Keep Ya Head Up II)”, który brzmi jak popularne piosenki 2Paca „Brenda’s Got a Baby” i „Keep Ya Head Up”.

## Utwory
1. „Letter to the President” (gośc. Big Syke)
2. „Still I Rise”
3. „Secretz of War”
4. „Baby Don’t Cry (Keep Ya Head Up II)”
5. „As the World Turns”
6. „Black Jesuz”
7. „Homeboyz”
8. „Hell 4 a Hustler”
9. „High Speed”
10. „The Good Die Young”
11. „Killuminati”
12. „Teardrops and Closed Caskets” (gośc. Nate Dogg, Val Young)
13. „Tattoo Tears”
14. „U Can Be Touched”
15. „Y’all Don’t Know Us”

## Certyfikaty i sprzedaż
| Kraj                     | Certyfikat      | Sprzedaż   |
| ------------------------ | --------------- | ---------- |
| Kanada (MC)              | złota płyta     | 50 000+    |
| Stany Zjednoczone (RIAA) | platynowa płyta | 1 000 000+ |
| Wielka Brytania (BPI)    | złota płyta     | 100 000+   |